# Силовање мушкараца
Неке жртве силовања или других инцидената сексуалног насиља су мушкарци. Процењује се да је отприлике један од шест мушкараца доживео сексуално злостављање током детињства. Историјски се сматрало да је силовање и дефинисано као злочин почињен искључиво над женама. Ово веровање још увек постоји у неким деловима света, али силовање мушкараца је сада уобичајено криминализовано и предмет је више дискусија него у прошлости.
Мушкарци много мање пријављују сексуално злостављање него жене. Силовање мушкараца је још увек табу и има негативну конотацију међу хетеросексуалним и хомосексуалним мушкарцима. Заједница и пружаоци услуга често различито реагују на мушке жртве на основу њихове сексуалне оријентације и пола њихових починилаца. Мушким жртвама може бити тешко да пријаве сексуални напад који су доживеле, посебно у друштву са јаким мушким обичајима. Можда се плаше да ће људи посумњати у своју сексуалну оријентацију и означити их као хомосексуалце, посебно ако их мушкарац силује, или да ће бити виђени као немужевни јер су жртве, па стога многе статистике потцењују колико је мушкараца силовано због неспремности жртава да пријаве сексуални напад и силовање. Већину времена, мушкарци покушавају да сакрију и негирају своју виктимизацију, слично као и жене, осим ако имају озбиљне физичке повреде. Жртве могу бити врло нејасне у објашњавању својих повреда када траже медицинске или услуге менталног здравља.

## Како други виде силовање мушкараца
Генерално гледано, силовање је још увек нешто "што се дешава женама", као слабијем и незаштићенијем, крхкијем полу, и тако нас традиција учи. Али то никако није пут ка антисексизму. Могло би се рећи да жене нису више оне жене од пре стотинак година, жене иду, тек је наравно почет пут, али иду набоље, али шта рећи за мушкарце? Рећи да су крхкији од својих дедова би било равно "сами траже то" аргументу, јер иду на горе, а и неистинито. И дедови су могли исто то доживети, силовање није само однос снага крхког и снажнијег, што ће управо доказати примери надаље, него напасничка премоћ једне особе над другом, па то може бити и наоко слабија физички особа, или и тај, слабији пол. Уосталом силовање мушкараца није из времена унука. И мушкарци су напаствовали мушкарце, а и жене су их, вероватно у мањем броју, али не и у најмањем, вековима уназад. И то није имало скоро никакве везе са односом снаге. Слабији су присиљавали јаче, жене слабије су приморавале снажније мушкарце, и јачи слабије, и сви све. Али то је, од стране тог, тада "снажнијег пола" остајало скривано, управо због оваквих назадњачких традиционалних убеђења. Те су и "снажнији" патили и у мраку сами плакали. До сад се ћутало о том табуу, али је почео да доспева у жижу јавности. Најглавнији табу око тога је негативна конотативна повезаност са хомо-елементима, из било ког случаја силовања, па макар он био и женско силовање мушкарца, јер је "хомо ако се жали" и још зачињено и са "сами су то тражили", а ако нису, требало је. Доктор Иоган из САТУ одељења Ротунда болнице у Даблину и форензички инспектор за сексуалне деликте Дирдра Ричардсон позабавили су се овом темом.
Надлежне службе и заједница често прво крену са питањима о сексуалним склоностима тј. опредељењу особе која је напаствована, и одмах их интересује пол починиоца, као да ишта од тога има везе. Зато и због многих других питања мушке жртве оваквог једног насиља остају затворене, држе то за себе, поричу ако има икаквих индикација за то, па чак иде дотле, да ће прикрити и физичке повреде ако је до њих дошло, не због стида, него због конотирања, за разлику од женских жртава, које се не стиде да упере прстом у злочинца, иако је и њима тешко да признају све то. И не само озбиљне физичке повреде него и психичку повреду на крају прикрију, а она теже зараста. Једном речју, злостављаним мушкарцима, свеједно да ли су хомосексуалци или хетеросексуалци представља знатну тешкоћу да пријаве силовање, а то се све више појачава што је друштво патријархалније. У Индији на пример како каже саветник за жртве силовања АЏеј Сатјан: "немају никакав простор да се изјасне. Чак их се и породица стиди и не жели да призна тако нешто и још више их ограђује и притиска". Плаше се да ће их "обрукати", а због нечега што није "толико ни страшно", и да ћуте о томе, јер су ионако извукли добар крај(ако је у питању силоватељ женског пола, а жртва хетеросексуална, или не). Ако се понашају као слабићи, онда ће тек имати оправдање зашто их је неко, или нека, напао. Понављамо, то нема никакве везе са слабићством.
Прва истраживања о теми су уопште почела тек пре око тридесетак година, и то концентрисана око насртаја на малолетну децу мушког пола која су уведена у сексуални однос без пристанка. Отприлике у исто време уведене су студије о сексуалним нападајима, али само у оквиру поправних домова и затвора, а оне су се фокусирале на силовање мушкараца од стране истополних особа које су имале већ криминалну прошлост, можда већ и такву и у условима затвореног простора и другим условима неподобним за нормалан живот и здрав развој, пре свега личности. Пре тога није било никаквих студија. Али и данас се ситуација ништа не поправља. Велика већина литературе посвећене томе, пише и даље о ствари као да је само женска ствар. А једна студија је, провереним и добро смишљеним, то јест формулисаним да не угрожавају, питањима донела резултате да је број силованих мушкараца у ствари врло сличан броју силованих жена. Чак је и један чланак у магазину Слејт из 2014. године гласно изјавио да "... је скоро пола-пола однос броја силоватеља у "корист" мушком полу као жртви, чак високих 46 процената које је изјавило да их је силовала жена".
Силовање мушкараца од стране мушкараца носи јаку стигму. По психологу др Сари Кром, мање од 10 посто њих пријави силовање. Као разлоге наводе врло малу подршку жртвама, и од институција и од друштва уопште. А чак и закон нема праве клаузуле да се односи на прави начин са овим видом злочина.
Многе студије доказују да су оваква злодела присутна готово свакодневно у затворским јединицама, где је још и већа немогућност пријавити починиоца и да су жртве истополног силовања (исто важи и у женским затворима) у много много већим бројевима у односу на обичну популацију, много виши него што би се могло замислити. Ту су и ратови, наравно широм планете у којима такође свакодневно под руку напасника падају небројене жртве, наравно и мушкарци. Тамо се силовање користи за понижавање супарничке стране на најгори могући начин, и починиоци се чак у рату не сматрају неким на кога би се могла накачити хомосексуална конотација, они су хероји који супарнике "уче памети". У грађанском рату у Сирији, који још увек траје од 2011. године осим конкретног силовања, ратни заробљеници се садистички муче сексуално тако што их терају присилно да чак и једни друге силују, и тако што им развлаче скротуме теговима или терају да набију поломљене флаше у анус док то раде.
Насртај жена на мушке жртве је још и већа стигма. Истраживања спроведена у САД од стране Центра за контролу и превенцију болести 2010. године откривају да мушкарци који су силовани у неком периоду свог живота, пријављују да је то починио други мушкарац, у 93,3% случајева. Међутим ова студија државног центра за превенцију болести није била јасно дефинисана. У испитивање је укључила само људе који су без пристанка на сексуалне радње силовани чином пенетрирања, било које врсте, остало нису ни размотрили. Није им ни пало на памет да је напаствовање и када си на било који начин притеран на секс, било које врсте. На пример да вас неко/нека орално искористи везаног, без наравно вашег пристанка или жеље за тим, то се зове напаствовање. Тако и било која друга врста секса. Каснијом додатном анализом проширеније групе жртава, од мушкараца који су на такав један начин или било који други, на секс приморани, тј. силовани, 79,2% мушкараца је изјавило да је починилац била починитељка.
Мушке жртве (силоватељки) често наилазе на двоструке аршине, како социјалне, политички расправљане, тако чак и на законске. Скорашњи случајеви из САД су подигли прашину и јавности отворили очи за овакве случајеве страховитог понашања. Од скора се то назива легалним термином "искоришћен за пенетрацију" или "присиљена ерекција", јер се приморан на невољну ерекцију присиљава даљем сексуалном нежељеном искоришћавању и тортури. Мушке жртве насртаја су наравно или конкретно или под претњом физички онемогућене да се одбране или реагују или је у питању психички фактор, јер ко стварно жели да му се тако нешто догоди. То би се могло назвати Сукуба фактором, јер и када би иначе били у могућности да се физички одбране, сукубе их нападају када су изнемогли, није мало случајева када се за то користе и дроге за силовање или када их изнемогну и психички и физички. То је пут силоватеља. Нико не би желео да му се то догоди. То је једноставно њихов начин да добију то што желе и учиниће све да дођу до циља. Случај Сијере Рос из Чикага када је присилила једног мушкарца пиштољем да има сношај на задњем седишту њеног аута наишао је на одјек у јавности и у националним вестима, и госпођа Рос је осуђена на затворску казну са кауцијом од 75.000 америчких долара. Да је ово исто био случај са женском жртвом, а да се дода и пљачка која је обављена после сексуалног чина када му је однесен новчаник и то исто под претњом оружјем, мушки починиоц би добио доживотну затворску казну. Други сличан случај се догодио Џејмсу Лендриту, 19-тогодишњем маринцу, који се пробудио усред ноћи и видео да је напасница већ при крају. Вече пре тога је изашао са пријатељем и са трудном пријатељевом познаницом, и попио не толико много, али му се завртело у глави (могуће дроге за силовање), а пријатељ је нестао, те је решио да омамљен не вози кући трудницу него да поделе собу у мотелу, само за преспавану ноћ. Омамљеном му је скинула панталоне, и почела сама. Када се пробудио било је већ касно. И други пут када је насрнула на њега изјутра, запретила му је да се не помера, иначе ће вриштати полицији да он њу силује, па нек види да ли ће поверовати трудници или њему.
Од тада наилазимо често и на разоткривање сексуалних предаторки под маском професорки (М. К. Летурно, Дебра Лафаве, често мењају презимена, па се провуку). Оне, починиоци, мисле да ђацима чине и те какву услугу. Али не схватају да су они у тим годинама најрањивији и подложни одлукама које не морају нужно бити уз промишљени пристанак. Федерални закон налаже да је свако испод старосне границе у којој је одређено да даје свесни и неповршно промишљени пристанак силован по закону. И сваки се сексуални чин са малолетником а да сте ви пунолетно лице сматра таквим. Федерална државна старосна граница за пристанак је 18, али у неким државама је снижена и на 16. Иако је у једном таквом случају (случај Мери Кеј Летурно) после показано да је наводно силовани малолетник оженио своју професорку по изласку из затвора где је била по други пут због њега, па је остао при одлуци када је постао пунолетно пуносвестан, то и даље не значи ништа.

## Заблуде у вези присиљене пенетрације и присилне пенетрације

### Мушкарци су неподложнији силовању
По социјалном клишеу маскулинизма мушки пол је, макар били и млади и деца, неподложан напаствовању. Мисли се чак да нису ни додирљиви. Одмалена су мушка деца учена да је срамота ако покажу рањивост или нешто слично, да мушкарци то не раде. Учени су да су јаки и да могу са свим и свачим да се изборе. Што је далеко од доброг ако им се ипак догоди нешто слично. Тек ће онда имати проблема да се изборе са тим. А може им се десити и док су млади, када су напасници спремнији. А напасници су увек спремни. То се не сме одбацити тек тако.

### Мушкарци су увек вољни и мушкарци не одбијају секс никада
Људи мисле да ако неко већ ради те "радње" да је то пристанак. Да нема ерекције или оргазма ако ниси "вољан". Или не мора да има воље, али да је уживање свакако присутно. Доктори са Клинике форензичке медицине Рој Џ. Левин и Вили ван Берло су објавили у медицинском журналу чланак о нечему што нам је већ и самима јасно. Да не само невољне ерекције да постоје, него постоје и ерекције изазване стресом. Без икакве жеље или воље. Што би се просто рекло, пенис као да има своју сопствену главу, и не пита вас за ваше мишљење или проблеме. Не само стресне ситуације, невољне ерекције се могу добити и у болним и у трауматичним врло ситуацијама. Без икакве ваше контроле. И како онда неко кога нити контролишете нити утичете на њега може да буде ваша одговорност. А што се тиче оргазма, оргазам је лепа и жељена ствар, ова присиљена и огавна ствар се не може назвати тако, ако сте га и уопште свесни и присутни, нарочито.
Као и еректилни доток крви у клиторис, и мушка ерекција је инволунтарна, то јест нема везе са узбуђењем у човека. Кад се узбудиш крв ти свакако силази доле и креће све то, али обрнуто, обрнуто не мора да значи, да кад ти је крв у гениталијама да си узбуђен. Може струјање крви свашта још нешто да покрене. Хладна рука "Јукиђоро сукубе, ледене блуднице из јапанске митологије" на пример, или било шта друго. На крају крајева, стимуланс и вољна узбуђеност никако нису исто. Стимуланс може узроковати ту нежељену ерекцију, и на крају крајева и оргазам простим трењем, али то неће бити исти оргазам и уживање.

### Мушкарци су мање трауматизовани
Такође још једна заблуда овог друштва је да овакав негативан догађај у животу једне особе мање утиче на мушкарце него на жене. Истина је да се мушкарци труде да пређу преко тога и да им не утиче на живот превише, али да ли им то и успева. Студије показују да на дуже стазе то чак и теже приме и схвате да не могу прећи преко тога, баш због тога што нису одмах пустили вентил. Сустигне их и социјална стигма и неприхватање околине да "им се десило ишта толико страшно" која се све више и више таложи. Др Иоган из САТУ одељења из Даблина и форензичка инспекторка Ричардсон су приметиле да мушке жртве показују интензивнију и затворенију узнемиреност тиме, а да је осећај нанесене боли и страхоте и беспомоћности који осећају после силовања апсолутно исти. Фрејжер студија је укључила 74 мушкарца и 1.380 жена жртава оваквог насиља и открила је да је потиштеност тј. депресија и одбојност у виду затворености много много дубља код мушких жртава у периоду после силовања.
Саветник за опоравак после трауме Стефани Берд каже да дечаци који су напаствовани, на пример од стране горенаведених предаторки професорки, често имају такав став "Ја сам бре пастувчина, креснуо сам..." управо због тог несвесног одбрамбеног проласка кроз ту трауму став је у ствари одбрамбени став који заузимају да се не би суочили са траумом примораног секса од стране старије особе. Стефани Берд каже да је ово њихов механизам како би показали себи да су они имали у ствари надмоћ и контролу над тим догађајем. Господин Карпентер, осврћући се на раније студије господина Мезеја из 1987. године каже да их та невољна стратегија да је тако назовемо којом мушкарци и дечаци покушавају да се изборе са тим немилим догађајем а карактерисана јаким целим одбрамбеним системом порицања и преузимања улоге контроле, то, то их још више заправо ослаби и отера касније на пут већих психичких недаћа. И истовремено, упоредо, све више смањује шансу да се неком, макар и незнанцу стручном лицу, отворе, а камоли ближњима.

### Сексуална оријентација
Хенри Лик, председавајући Удружења жртава, напомиње да је и код силовања мушкараца, исто као и код жена, у питању напасничко предаторство, и да нема везе са снагом жртве, јер предатори, и у друштву као и у природи, могу бити и мањи и слаботелеснији од жртве, па ипак надвладати, то су предатори, сви могу бити жртве, те тако нема везе ни са јачим ни са слабијим, јединкама као ни са полом никако, нити никако са полном одређеношћу, пре свега морамо узети да је сама сексуална оријентација врло сложена ствар и да дефинитивно није лако укључити је као фактор насртаја. А јасно је да се насртаји не догађају само у хомосексуалним круговима. Мушкарци који нису нападути од стране мушкараца, нису "изазвали" силовање од стране жена зато што су геј. Чињеница је да га нико пре свега ничим није изазвао, тј.није имао намеру да га изазове, осим можда у болесном уму напасника/напаснице. Али, опет, наравно, није ни искључено да су жртве тих предаторки геј оријентисане, јер болесни ум размишља - "Истераћу ја гејство из тебе" што само наравно доказује да је читав чин од стране жртве невољан. Исто важи и за жртве мушкараца, наравно. Стрејт, то јест хетеросексуална особа може бити плен предатора, иако ни она не "изазива" починиоце, али ни починитељке, нека су и јачи и хетеросексуалнији од њих. Једноставно нема никакве везе, ни са хетеросексуалношћу ни са јачином. Велика већина педофила (пошто су жртве малолетне, то се увек и у сваком случају рачуна за силовање) који траже дечаке ни не класификује нит види себе као хомосексуалце. Експерти тврде да исто тако, то неко рано насилно искуство не игра одређујућу улогу у сексуалности, нити да има утицаја да формирају своју неку девијантност сексуалне природе. То су доказала психолошка истраживања Џејн Гилган, Џудит Бекер и Џона Хантера.
Али, жртве и хомосексуалног и хетеросексуалног насртаја често имају проблем да ће бити виђене као, није проблем у томе да ће бити виђене као геј особе, него што ће бити виђене као слабије особе, а то им наново утерује страхове од других предатора, и заувек им је непријатно и трауматично. Почињу да траже неке своје црте које би да промене, јер умисле да им је можда то "донело невољу", понекад схвате да нису они криви шта манијак види, па се не мењају, али је страх ипак већи па се свако мало промени.

### "а, нека се мени десило да ме неко напаствује, био бих срећан"
То је једна од најнепромишљенијих да не кажемо најглупљих и изузетно штетних реченица, коју углавном изјављују неки људи који немају појма јер нису били жртве, или они који јесу, али су у дубокој психози порицања. Кризне јединице за помоћ жртвама силовања удружене у Коалицију Онтарија и њихова представница Никол Пич стоје иза изјава да је мушкарцима теже јер се свакодневно морају суочавати са подсмесима или контра-продуктивним величањима и "тапшањима по рамену", ако је силоватељ жена. Стално му говоре да је убоо премију да га је неко хтео чак и када он "није био у расположењу". Да је срећан човек и да је добро прошао. Иако не никако није.

## Силовање мушкараца у току ратова
Силовање мушкараца за време оружаних конфликата је један од превалентнијих видова насиља и застрашивања у неким зараћеним деловима света, као што је на пример басен Конга. Многе избеглице које су бежале пред ратом преко границе са Угандом, ухваћене су и силоване, како би их застрашили да се врате и да се боре. Или из једноставног иживљавања. Широм Африке, ти силовани мушкарци најчешће претрпљују страховиту стигматизацију друштва, јер су "жене - што су бежали и добили су шта треба", женомушци, што је илегално бити, наравно, тамо и кажњава се и горе. У северној Уганди последњих година дешавају се упади побуњеника у градове и села под контролом владиних снага, и током ових препада, не само војници супарничке стране, него и цивили се често отимају, мучки напаствују и приморавају да се боре за њих. Дакле, нису бежали, нису женомушци. Него сте их силом напаствовали.

## Последице

### Физичке последице
Не само емоционално повређени, жртве насиља често изађу из тога са страшним физичким озледама. Око 31,5% жена у односу на 16,1% мушкараца (увек узмите да је много више непријављених) жртава сексуалних напада старијих од 18 година, је изјавило да је задобило повреде, а да нису у вези са гениталном регијом током свог последњег силовања.
Мушке жртве признају да су добиле више повреда због отимања, и да су те повреде могле бити и озбиљније, пошто се на мушке жртве, за сваки случај креће што ефективније, то јест са ефективнијим оруђем и оружјем, са ватреним или оштрим хладним оружјем било које врсте. Најчешће забележене физичке повреде су повреде стиском на грло, подливи, поломљене кости, најчешће удова и вилице, али ништа мање и друге и пропратне, индуковане, касније последице по физичко здравље, разних врста, од колитиса, чира, опште мучнине и јаких главобоља. Испитивања др. Стермак и сарадника из 2004. Пронашла су да 45 одсто од укупног броја жртава које су потражиле медицинску помоћ у центру посебно одређеном за помоћ жртвама сексуалног насиља је пријавило неку врсту физичке повреде (25 одсто повреда је било на меком ткиву у виду удараца који узрокују подлив, а осталих 20 посто је било подеротина, озбиљних подеротина, посекотина и зјапећих рана. Ту су укључене и подеране то јест поломљене кости).
Узорци података из ургентних центара болница показују да је број повреда, а које нису везане за генитално подручје много већи код мушких жртава, због горенаведене тзв. Припреме предатора за сваки случај. Ако томе додамо и да ће мушке жртве и прикрити повреде а због стигматизације онда је шанса да ће уопште затражити медицинску помоћ, физичку или психичку и мања. А то може бити опасно. Сексуално преносиве болести пренесене силовањем су реткост, али не и незабележене.

### Психолошке последице по здравље
Пријавити починиоца гнусног акта силовања је једна врло тешка одлука. И за мушкарце и за жене. Због страха од починиоца, али и због страха како ће то примити за почетак ближњи, а вероватно и окружење. Ови осећаји немира су вишеструко појачани ако сте мушкарац над којим је извршено гнусно напаствовање. Поред до сад наведених разлога, ту је страх и од неприхватања, ту је страх од одбацивања и подсмевања блиских особа које разјапе мало зараслу рану, ту је страх од помисли којом се влада велики број људи да ћете ви као жртва силовања и сами постати силоватељ, из одмазде. Овај лажни мит је изузетно штетан по жртве, јер су све зле очи сада упрте у њих, нико им више не верује, и стално их нападају за неке ствари које нису ни у покушају урадили, зато што им не верују, мисле да су агресивни и кад нису и потенцијални су дежурни кривци за све. То изузетно нарушава ментално здравље тих људи и кад људи који им нису ништа их посматрају тако, а камоли ближњи, од којих очекују прихватање, утешеност и разумевање. Нико им не верује, да нису уживали у тој страхоти, и још се дода да им нико не верује, то јест држи их под истраживачком лупом стално, и они се морају суочавати са тим из дана у дан, па стварно понекад можда и "пукну", каже докторка психијатријске медицине Елизабет Донован.
Пошто већина истраживања то јест анкетних питања каже да људи углавном криве саме жртве за напад на њих, једна студија названа "Полни доприносилац проналажењу подстрека за силовање мушкараца" у Журналу који се бави интерперсоналним насиљем је решила да постави питање о томе. Када им је, одређеном броју људи, постављено питање за случај силовања жена, више је мушкараца одговорило него жена да је жртва сама крива јер је изазвала нападача, што је било и очекивано. Да би видели да ли ће резултат можда бити обрнут, променили су причу, наравно са другим испитаницима. Прича о мушкарцу који је силован, није дала никакве промене. По завршетку експеримента, истраживачка студија је дознала да и даље статистички висок висок проценат мушкараца за разлику од жена не налази за сходно да симпатетише са својим полом ако не са људским бићем. Тако је доказано да су опет у невољи барем једнаки и мушкарци и жене, то јест да их нико не види као повређене од оних људи којима се то није десило.

### Дугорочне последице
Жртве сексуалног узнемиравања и саме имају повећане шансе да буду узнемирене, психички. За почетак ту је пост-трауматски стрес и депресија, немогућност смирења, па узимање лекова и опијата, промишљања о самоубиству и покушаји одузимања живота, проблеми са поверењем, па онда и са неузвраћеном или изиграном блискошћу, као и неуспеси на послу или у школовању, што такође има везе са немогућношћу повезивања са људима, не са жртвине стране, него када наиђу на потешкоће, примера ради, када им послодавци стално траже да "ураде то мушки\као прави мушкарци" нешто што, рецимо ни нема никакве везе са мушкошћу, учинак тога дела, али се од њих, пошто већ јесу мушкарци друштвено очекује да га ураде тако, "боље", да не околишају, да се не премишљају, да не показују никакво повлачење "као жене", иако, понављамо неће имати никаквог удела у крајњем учинку, једноставно се од њих очекује то "чвршће", повређенима ће то теже пасти него да им се није ништа догодило, тада не би ни приметили да их неко приморава да буду нешто, овако се само опет окружују присиљавачима и "оправдавачима силовања", а то их још више повређује. И када не успевају, на послу, у школи, било где, тада тек наиђу на осуде и неразумевање, и наставак осуда типа "Ајде, сабери се мало, очврсни мало" од блиских особа које могу још више да их повреде.
Ако се силовање догоди у млађој доби, дечак жртва ће, а због очекивања која се намећу његовом полу, а од којих он не уме да се одбрани:
Бити под притиском да доказује своју мушкост и физички и у вези са сексуалним, а можда, опет, неће бити у стању. 

Имати проблема око питања свог сексуалног и полног идентитета.

Имати осећај да није вредно људско биће.

Имати осећај недостатка моћи, контроле, и поверења у себе. 

Имати сексуалне проблеме. 

А може развити и хомофобију и страх да не постане геј особа.

### Пораст стопе покушаја самоубиства
Стопа по којој жртве сексуалног насиља покушају да почине самоубиство и иначе је врло велика. Код мушкараца жртава насиља је додатно већа, због свих тих притисака које смо до сада поменули, а иначе 14-15 пута већа од шансе да било који други мушкарац почини самоубиство. Макдоналд и Тихерино, еминентни научници у том пољу, откривају да су им неки испитаници говорили о томе како им дођу неки сати када се осећају тако остављени од свих, и притиснути и бесни због свега, па узму самима себи да наносе бол како им под руку падне. У тим моментима им често пада на ум да дигну руку на себе. И друга истраживања дају сличне резултате - жртве напада имају за 4,1 пута већу шансу да размишљају о самоубиству и преко 13 пута већу шансу да то и учине од некога ко није злостављан.
И још један податак... мушкарцима то много више пута успе него женама. Објашњење за ово лежи једноставно у томе што смо поменули горе... У социјалним конструкцијама хегемонског феминизма и маскулинизма. Не зато што се жене више плаше да "повуку последњи ороз", не, насупрот, мушкарци, тако бар каже литература о вези пола и самоубистава, мушкарци имају већу стопу "учинка" јер не могу да издрже све те притиске, и дизање руке на себе им у ствари представља најмањи од свих проблема. Баш зато што се од њих очекује више, више снаге, више отворености, и више подношења ризика, те традиционалне улоге њиховог пола их најчешће доведу до руба. И што је још горе, не дају им избора да се пожале некоме, да имају таквих проблема.

### Терапије помоћи
Жртвама примораног сексуалног чина треба дуг емоционални и психолошки опоравак након сексуалног насртаја на њих. Али да би опоравак био изнет до краја мора и почети, то јест, жртве се морају некоме поверити. Обично се крене са врло блиским особама, али ако се ту налети на зид, опоравак постаје још тежи, болнији и дужи. "Мушкарци носе додатни терет, бреме отварања некоме ко их можда неће схватити, нити им поверовати за почетак, да су уопште могли доживети тако нешто или да је то што јесу доживели у ствари њима било лепо, што је одвратно и страшно уопште за помислити", како каже Елизабет Донован, психотерапеут.

## Учесталост
(не значи да су ово земље са највећим процентом жртава нити шта слично, мада можда и јесу, него су поменуте јер су карактеристичне за ово наше питање)
САД
Извештаји Центра за контролисање и превенцију болести у 2010. донели су информације да отприлике 1 у 5 жена и 1 од 71 мушкарца у САД доживи сексуални напад било које врсте. Међутим, верује се да ово није, мушкараца нарочито што се тиче, ни приближан број.
Извештаји Министарства правде из 2008. потврђује ову причу. Чак иде и даље - каже да је могуће да је у САД више напаствованих мушкараца него жена. А нарочито ако се узму притворске јединице у просек. По неким њиховим проценама, око 216.000 притвореника, у мушким затворима сексуално је злостављано за време служења затворске казне. Али то су само њихове процене. Замислите колико је тешко ван затвора уперити прстом у силоватеља, па сад замислите колико је то теже у затвору. Исто важи и за поправне домове, где плус имамо и малолетна лица.
Стефани Берд, саветник при опоравку од трауматичног искуства, истиче посебност проблема "учитељица комплекс" који је некако пустио корене у америчко, а и свако друго друштво. Младим мушкарцима се толико у главу уврте погрешне вредности да они потпуно несвесно, што је некако гледано, и најмасовнији вид обмане, па тако даље и искоришћавања и даље неке "тихе присиле", потпуно испраних мозгова, мисле да је то нешто сасвим у реду, ако не и пожељно, да је у реду да их "искористи старија дама, професорка, бејби-ситерка, чистачица у кући родитеља...", а обмана малолетника које је лако преварити, јесте кривично дело, ако обмана заврши и сексуалним искоришћавањем, онда и дупло горе. Лако их је преварити, и чак и ако остану при тој одлуци као горепоменути ђак који је остао са професорком по њеном изласку из затвора, то је лоша ствар за урадити, и кажњива је, а лако их је преварити јер да би својевољно дао пристанак на тако нешто, на такву једну велику ствар, то значи да "мораш бити одрастао, мораш имати тело одраслог човека, ум одраслог човека, и одрасло резоновање да ли стварно хоћеш или нећеш да ступиш у тако битну ствар", како каже Стефани Берд, а за децу се то никад не зна.
УК
Најновије званичне Владине статистике у Уједињеном Краљевству су дале процену да је у земљи силовано или је покушано напаствовање на око 78.000 људи, а од тога 9.000 мушкараца. Истраживања верују да је ноторно низак број пријављених напада код мушкараца настао због неотварања проблему, због притисака којима су окружени. Око 1.250 мушкараца је изашло са проблемом у јавност и пред полицију само у години између 2011.-2012.! Те је у фебруару 2014. Министарство правде решило да одреши кесу, да издвоји 500.000 фунти како би се обезбедио што бољи простор за исказивање невоља силованих. За подршку и саветовање, и све.
Године 1978. У Британији је извесна Џојс Макини осуђена на тек 12 месеци притвора јер је присилила мушкарца да има секс са њом везан. Што је, опет, значајнији судски процес, с обзиром да је прва осуда за покушај мушко-мушког силовања (не "против-природног блудничења" како се то дотад звало) у УК успешно донесена тек 1995. године.
Кина
По истраживањима изведеним на Xонгконшком универзитету и УБС оптимус фондацији, проценат напаствованих дечака је ВЕЋИ за 2,7 процената од напаствованих девојчица. Можда управо због непрецизно регулисаних закона, и процента од средине притиснутих мушких жртава да не пријављују, педофили (који су увек и у сваком случају и силоватељи), који се ни не сматрају хомосексуалнима, не бирају они шта ће напасти, виде бољи излаз у силовању дечака, јер своју предаторску природу не могу да смире. Извештај који је пратио ове догађаје из 2013. У провинцији Гвангдонг у Центру за превенцију и контролу болести показује да је 2-3 процената дечака силовано, у тако једној многољудној земљи, док је за девојчице проценат... дупло нижи. У скорије време, многи Кинези су схватили шта се дешава, и решили су да стану на пут томе.
Тајван
Тајван има бројку од 12.066 жртава које су пријавиле силовање у 2012. - од тога је 1.335 мушкараца. Министарство унутрашњих послова је изнело податак да је 7.608 малолетника у питању, а да је од тога 1.063 дечака. Како би стало на пут овом ненадно брзо растућем броју напаствовања, Министарство образовања Тајвана је почело да пушта кратки едукативни филм о сексуалним питањима. И у школама и стављен је и на интернет. Нетизери (симпатизери интернета како их тамо зову) и ђаци и студенти Тајвана су га схватили као спрдњу. Међутим, скренуо је пажњу, како каже Кво Кунг-пин, генерални секретар Народне академије образовања и њене катедре за истраживање, омладини, да запамте, ипак, и крајичком мозга, да то и њима може да се догоди, па да пазе, и тиме испунио своју сврху.
Индија
Насртаји на мушкарце у Индији се редовно пријављују, те неки тврде, да ово не може бити само случајност, аномалија, него да је већ време да се схвати као процентуални барем образац сталне, свакодневне стварности. Индија има највећи проблем са окорелим феминисткињама, које вуку уназад ставове државе и народа уопште, јер су назадне и окореле, и врло антиполно расположене. Једна од најгрђих је Флавиа Агнес, која стоји иза изјаве: "Изузетно се противим предлогу да се закони о сексуалном напаствовању учине полно неутралним. Противили смо се чак и у случају малолетника. После сексуалних револуција тамо на западу, 1980-их, многе земље су урадиле то. Али убрзо су схватиле да су начиниле страшну грешку (наводно, прим.прев.), и да овим изједначавањем наносе неправду женама више него што су је исправили мушкарцима. У силовању има нечег физикалног, ту је у питању употреба надмоћи. А жртви није проблем што је надвладана или не, него што је присиљена и понижена, и стигме које ће носити до краја живота. Само ћете изједначавањем погоршати то стање", крај цитата. О глупости и назадности овога изузетно сексистичког цитата бисмо могли расправљати на 700 страна, али је већ довољно речено до сад. Рећи ћемо само: "Флавиа, па и ми се апсолутно слажемо у свему што сте изјавили, то јест барем са овим другим делом, да је и мушкарцима такав исти осећај, а ви ако не мислите да јесте, онда сте ви неука и ретроградна и инсултујући, и наравно да вас не би требало слушати ако је тако. Адвокатица Вринда Гровер из Делхија је чак изјавила да случајеви када је жена напаствовала мушкарца не постоје!
Индонезија
На вест о силовању мушке особе у Индонезији још увек гледају као на спрдњу и\или збуњујућу вест у најмању руку. Индонежанска Комисија за заштиту деце (КПАИ) бележи око 400 деце из Индонезије која постају жртве силовања на годишњем нивоу, како од напасника које не познају, тако и од својих ближњих. Коме она да се повере, како смеју да упру прстом у своје родитеље или стричеве. По наводима генералног секретара КПАИ-ја, Ерлинде, "већина жртава су дечаци, јер је њих лакше нахватати на ситне глупости, на слаткише, на било шта од стране педофила". Узмимо и то да је Индонезија претежно муслиманска земља, па се девојчице више штите... Од погледа странаца и тако даље.
Случајеви мушког напаствовања који су исцурели у јавност, пре свега у медије, показују да је насртано углавном на дечаке у тинејџерским годинама али и на млађе. Године 1996. бескућник свима познат као Робот Гедек (дословно Расклимани Робот) содомисао је и потом убио осморо дечака у распону од 11 до 15 година. А 2010. Баекуни (Бабе, "Бабо", тата на локалном језику), који је и сам био жртва сличног злочина у младости содомисао је чак 14 дечака испод 12 година и осакатио четворо њих. Осуђен је на смртну казну. Дакле, нису то баш непознати случајеви, нити тако безазлени ни нарочито за спрдњу. Емајартини је 2013. постала прва жена у Индонезији која је добила робију због силовања шесторо дечака. Замало се није извукла без казне када се позвала на неурачунљивост и психичке сметње. Уместо да је као и мушке преступнике казне по истом закону, суђена је по закону о заштити деце, ставу 23 из године 2002, уместо за силовање. Сигурно је добила много много блажу казну.
Најновији случај злостављања деце и содомије над мушкарцима десио се у Интернационалној школи у Џакарти, у којем је петогодишњака брутално содомисало четворо школских домара. О умешаности и/или подстрекавању на злочин професора и директора школе се тренутно расправља.

## Закони по разним државама
САД
Извештај Федералног бироа за истраге из 2012. је ради униформисања закона морао да редефинише законску дефиницију напаствовања у: "Пенетрација, небитно колика, нити временски битно колико дуга, вагине и\или ануса било којим делом тела, и\или страним објектом, што не важи за остале телесне шупљине, важи само пенетрација искључиво сексуалним органом друге особе, у шта се рачуна цела генитална регија (пенетрација тј.гурање руке, ноге, било ког дела тела у усну дупљу, носну дупљу, ушне шкољке или шта слично се сматра и сходно томе и кажњава као малтретирање, али не и сексуално), без пристанка жртве". Претходна дефиниција која се развлачила по законима Сједињених Америчких Држава непромењена још од 1927. је морала на основу жалби многих група које гласноговоре о сексуалном напаствовању да се промени, јер једноставно није одговарала свим жртвама, те није "покривала" злочин почињен над њима.
Није ни да је ова нова законска дефиниција потпуна. Прво... пенетрација само сексуалним органом, јесте дефинисала целу гениталну регију и анално-генитални део под сексуални орган, али шта је са, на пример женским грудима? Ако починитеља присилно гура своје груди у нечију усну шупљину и притом то њу узбуди онда и груди постају сексуални орган, зар не? Још, да ли је сексуално помагало предмет, или сексуални предмет? Ако неко користи дилдо, вибратор, стреп-он или шта слично као предмет у вашој усној шупљини, да ли је то само малтретирање или и сексуално малтретирање? Или то зависи да ли је угурано само плитко, само у уста, као неки предмет, или је присилно угурано у грло? Шта значи уопште то пенетрација негениталних шупљина и органа негениталним органима (и предметима) није силовање?
И зашто уопште пенетрација само? То значи да је само пенис укључен, јер је он пенетратор, мисли се од гениталних сексуалних органа. Дакле ако нека жена покуша непенетративно да својом вагином или другом гениталном шупљином додирује вагину или другу шупљину друге особе, до узбуђења, то није силовање? Или се и то укључује у почетних неколико речи "пенетрација, небитно колика"? Шта ћемо са нималом пенетрацијом? На пример истим односом као генитална шупљина на гениталну шупљину, само са гениталним органима, конкретно - пенисима? Када би починилац непенетративно, што за разлику од анус-вагина и вагина-вагина јесте апсолутно стопроцентно непенетративно, дакле непенетративно ушао у сексуални однос са невољном жртвом, ако се неко пита како, одговор је фротаж, или на пример присиљена међусобна мастурбација, и многи други начини, да ли је пенетративни секс, макар и мали, пресудан у сексуалном односу, и даље, у сексуалном искоришћавању? Или се и пенетрација руке, која се користи као помагало притом, класификује као пенетрирана сексуалним органом? Шта ћемо ако неко не користи пенетративно руку? Не да... на пример умртви жртвину руку (што је такође и присиљавање и непристајање иако је рука ван контроле и неосетилна) и фрикцијом таре своје гениталије о њу, и то је ајде да прихватимо обухваћено термином блага пенетрација, него... да укомбинујемо неколико претходних примера да... Укоченом руком... непенетративно, ни благо ни стварно ни само рукопенетрационо, неко глади своју "млечну жлезду (сексуалну)", то јест дојку, О руку, не У руку или КРОЗ руку.
Само су без везе себи (а на корист предаторима, вероватно) закомпликовали, једва, али једва покривши присилни кунилингус или анилингус присиљен на било који пол од било ког пола (у случају анилингуса) убацивањем да је само пенилингус силовање, ако и то, пошто мора да буде дубља, блажа или не пенетрација (не разуме се да ли су покрили ако је само језик жртве приморано избачен, па жртву нико не пенетрира уопште, већ само починиоца, или ни толико, ако је починилац пенисодржац, па нема ни говора о ичијем "пенетрирању") и тако такође и једва једва, термином блага пенетрација покрили вагина на анус (оба пола), вагина на вагину, анус (оба пола) на вагину и анус (оба пола) на анус (оба пола) односе гениталних шупљина посебних и заједничких за оба пола, покривши само "праву пенетрацију" то јест пенилну пенетрацију ануса (оба пола), и вагине.
Овде је чак остало непокривено оно најважније овде, искоришћавање неког ЗА пенетрирање, то јест као субјект, а не објект пенетрирања. Односно искоришћавање пенетративног органа пениса, за задовољавање напасника, вагинално или анално за оба пола. А тек није орално покривено ни за женске ни за мушке жртве.
Без везе укомпликовано. Може то много једноставније... а тачније: "Било какав контакт било ког дела тела\страног предмета са било којим делом тела невољне жртве (пошто неки напасници могу оргазмирати и ако ти гурну ножне прсте у уста) који ће довести до задовољења било какве врсте и небитног трајања код починиоца и могућег нежељеног оргазма (или не) код жртве сматра се сексуалним искоришћавањем", па макар то било трљање и леђа о леђа, или некоме пренадражујући "ескимски пољубац" носевима, а камоли трљање "несексуалних" дојки, на било који начин, трењем, умакањем у око, па чак и примораним дувањем ваздуха хладног до оргазма је напаствовање. Ручна масажа стопала под присилом до оргазма, без икаквих гениталија је силовање, а камоли тзв.интеркрурални (интерфеморални) секс, или тзв. "докинг" ко год од двоје да је субјект а ко објект.
Чак иако нема званичног додиривања кад има контакта то је то, макар то био случај да је жена на пример везана, без доњег веша у хаљиници само и силоватеља распомами својим (тј.вагиналним) мирисима и њему\њој се помути памет и испред ње, а ни не додирнувши је, измастурбира рецимо, значи било какав контакт, макар и чулни, не мора додир ни близу... то јесте злостављање. Такође небитно ко је субјект а ко објект ако је присила. Када погледамо ону дефиницију из '27. - "Телесно општење са женом силом, а против њене воље", јасно нам је да нису покрили ни двадесетину проблема, чак нису размишљали ни о чему осим о вагиналном сексу. Добија се утисак да чак нису случајно ни ставили прво "силом", па онда и "против њене воље" да би било "уз примену силе је ок, али против воље... то није ок".
Ове овакве нове, и све прецизније дефиниције ће, надамо се, стати у одбрану напаствованих жртава у разним ситуацијама и охрабрити их да потраже преко потребну помоћ, а и у нов законски систем унети нова мерила у оцени силовања и силоватеља која раније нису била узимана у обзир, те су ем дозвољавала напасницима да се провуку, ем обесхрабривала жртве да не потраже заштиту. Када се бројке буду пропустиле кроз нова мерила видеће се приметне разлике, што је и сврха ове промене. По статистикама засад, обезбеђеним од стране Владиних институција као што су Министарство правде САД и Центра за контролу и превенцију болести, из многобројних студија сваки 71. мушкарац у Америци је силован или је покушано силовање над њим, засад само убројено оно "право пенетрирање". А ова дефиниција не убраја људе у затворским јединицама. Несексистички нови закон има намеру да се бори против перцепције да нико не силује мушкарце.
Уједињено Краљевство
Раније енглески Закон није укључивао силовање мушкараца у свој легални систем као криминални преступ, и једноставно се описивало и уписивало као против-природни блуд, што је била означеница и за обичан орални или анални секс, са женом, чак и сопственом, али и за против-природни блуд са, рецимо, животињама, и ништа више. Није се сматрало преступом, иако један од њих није то урадио из жеље за тим. У то време, ухваћени силоватељ, силоватељ жена је могао да добије и доживотну робију, како наводи Xенри Лик, док би "содомит" могао изаћи и пре десете године робије, и та казна је била више због ширења педерастије (или недоличног понашања, ако је у питању секс са женом, са мањом казном), а не због напасничког понашања. То се међутим променило. Криминално право и Општи акт о јавном реду из 1994. чл.142 је један од првих који је истанчао нова мерила и прихватио да и мушкарци могу бити напаствовани. У Акту о сексуалним деликтима из 2003. изјављено је да пенетрација било које врсте је већ довољна да се то сматра сексуалним насртајем. И они засад чине кораке, али то нису и даље строго дефинисани кораци. У на пример Шкотској Акт о сексуалним преступницима из 2009. и Извршни акт о сексуалним деликтима Северне Ирске из 2008. јасно каже да и мушкарци могу бити жртве сексуалног насиља. Али и даље се само мушкарцима приписује улога силоватеља. Ни у Велсу, ни Енглеској, као ни у Шкотској и С. Ирској се жена не може још ни назвати силоватељицом, бар не легално. Може јој се прикачити за сад само нешто друго.
Кина
Тренутни Закон у Кини гледа на силовање једноставно као на нешто што се може догодити само женама, и јасно штити женино право на сексуалну аутономију, али са мушкарцима није тако. Исто из основне заблуде, да се то њима ни не дешава. Године 2011. се десио први случај осуде напаствовања мушкарца. У питању је било насилно напаствовање радника обезбеђења у Пекингу као починиоца, али је "објашњено" само да је прекорачио своја овлашћења и да је урадио на своју руку нешто што је мислио да ће заплашити повређеног. Осуђен је само на годину дана затвора и новчану надокнаду од 20.000 јена (око 3.000 америчких долара). Силоватељи жена добијају најмању казну од три године.
Најновији стандарди око заштите деце од силовања у Кини појачали су казнене мере за сексуалне преступе усмерене ка малолетним девојчицама, али за малолетне дечаке не нуде исти третман заштите. На сексуално насиље се гледа исто и за дечаке и за девојчице, да се не разумемо лоше, али казнене мере су далеко од истих. Силоватељ малолетних дечака може да добије највише 5 година у затвору. А за одрасле мушкарце да се ни не прича. На њих ни не мисле. У септембру 2013. преко 27 Невладиних организација је затражило да се измени Закон како би дао иста права и дечацима и мушкарцима.
Индонезија
На основу Ћитапа унданг-унданг хукум пидане (књиге Закона у Индонезији) мушкарци никако не могу бити жртве сексуалног насиља. У параграфу 285, силовање је јасно дефинисано као сексуално насиље учињено жени и кажњава се казном затвора до 12 година, а даље у параграфу 289, постоје неке назнаке о неком "вулгарном понашању", мада није јасно на шта се тачно односе, где се изриче казна на максимум 9 година затвора. И није специфично одређено да ли жртва може бити само жена. Додатни коментар на параграф 285 од стране Р. Сосила нам објашњава да људи који су закон писали нису нешто посебно обраћали пажњу да ли ће убацити дефиницију мушког силовања, то јест казне, нарочито за силоватељке које присиљавају мушкарце на секс са њима, не зато што тако нешто није могуће, него зато што сматрају да никакве дугорочне последице неће оставити по мушке жртве. А под последицама, наравно, сматрају, децу коју ће можда понети жене после акта силовања и родити их и морати да живе с тим. "Мушкарци немају никаквих проблема".
Сингапур
По сингапурском Закону такође, силовање мушкараца не постоји. По њиховом Кривичном закону мушкарац не може бити жртва јер силовање значи пенетрирање вагине пенисом без жеље или воље жене. Све остало, то јест свако остало пенетрирање било каквих телесних шупљина не види се као силовање него као противзаконита пенетрација. Мада се и једно и друго исто кажњавају, затвором у трајању до 20 година, плус новчана казна и\или јавно бичевање, то не значи да је жртвама исто, када знају за шта њих осуђују. Једном речју неке земље су сада ту где је Британија била пре неколико стотина година, а ни у Британији се није још то лепо издефинисало, ни у САД, па се провлаче, а жртве остају затворене (у себе), уместо да се починиоци затварају.